# Gonatocerus lomonosoffi
Gonatocerus lomonosoffi är en stekelart som beskrevs av Girault 1913. Gonatocerus lomonosoffi ingår i släktet Gonatocerus och familjen dvärgsteklar. Inga underarter finns listade i Catalogue of Life.